# 和阗道
和阗道，中华民国初期设置的道。
清德宗光绪九年（1883年）置和阗直隶州。1913年废州置县。1920年4月由喀什噶尔道的和阗县、墨玉县、于阗县、洛浦县、皮山县、叶城县六县置和阗道，下辖和阗、于阗、墨玉、洛浦、皮山、叶城6县及策勒县佐，属新疆省，以和阗县为治所。辖境约当今和田地区，新疆维吾尔自治区西南部叶城县、皮山县、墨玉县、和田县、洛浦县、策勒县、于田县、民丰县等市县。1921年11月由叶城县析置泽普县。1924年废，改称和阗行政区。